# Nanohyla petrigena
Nanohyla petrigena là một loài ếch trong họ Nhái bầu.
Loài này có ở Brunei, Indonesia, Malaysia, và Philippines.
Môi trường sống tự nhiên của nó là các khu rừng đất thấp ẩm nhiệt đới hoặc cận nhiệt đới và sông. Loài này đang bị đe dọa do mất môi trường sống.